# Versus de Scachis
Le Versus de Scachis (Vers du jeu d'Échecs) est un poème du Haut Moyen Âge rédigé en latin et portant sur le jeu d'échecs. Il a vraisemblablement été composé entre 900 et 950 en Italie du Nord. Son auteur est inconnu. Il s'agit de la plus ancienne mention du jeu d'échecs en Occident.
Le texte, qui comporte 98 vers, nous est parvenu par deux parchemins conservés à la bibliothèque abbatiale d'Einsiedeln: 	Versus de scachis  et De alea ratione . Le second n'est pas une copie du premier. Il donne les vers 65 à 98 dans une orthographe plus classique datée de 997.

## Redécouverte
Le Versus de Scachis est découvert collé dans un autre manuscrit dont il est extrait en 1839 par Gall Morell (1803-1872). Hermann Hagen (1844-1898) publie le texte en 1877 dans ses Carmina medii aevi. L'historien des échecs Harold James Ruthven Murray le traduit en anglais en 1913. Son importance extraordinaire est relevée pour la première fois en 1954.

## Contenu
Le poème s'ouvre sur une louange du jeu d'Échecs suivie d'une description du plateau de jeu portant la première mention de son caractère bicolore, absent des précurseurs indien (Chaturanga) et perso-arabe (Chatrang) du jeu. Le texte se termine par une description détaillée du déplacement des pièces, parfois très différents des déplacements actuels (notamment pour le fou et la reine).
Des indices terminologiques laissent penser que l'auteur connaissait mal le jeu.